# Richard Hertwig
Richard Hertwig (również Richard von Hertwig ur. 23 września 1850 we Friedbergu, zm. 3 października 1937 w Monachium) – biolog niemiecki.
Studiował w Jenie, Zurychu i Bonn, następnie wykładał zoologię na Uniwersytecie Friedricha Schillera w Jenie. Następnie był profesorem na uniwersytetach w Królewcu (1881), Bonn (1883) i Monachium (1885–1925). W 1924 odznaczony został Pour le Mérite za Naukę i Sztukę.
Interesował się zagadnieniami morfologiczno-porównawczymi bezkręgowców oraz embriologią eksperymentalną. W 1880 roku jako pierwszy opisał układ nerwowy żebropławów. Wraz z bratem Oskarem stworzył metodę pobudzania do rozwoju jaj jeżowców. Napisał wiele prac z zakresu biologii, jest autorem m.in. Podręcznika zoologii (1892, wydanie polskie 1920).